# Fotomultiplicador de silici

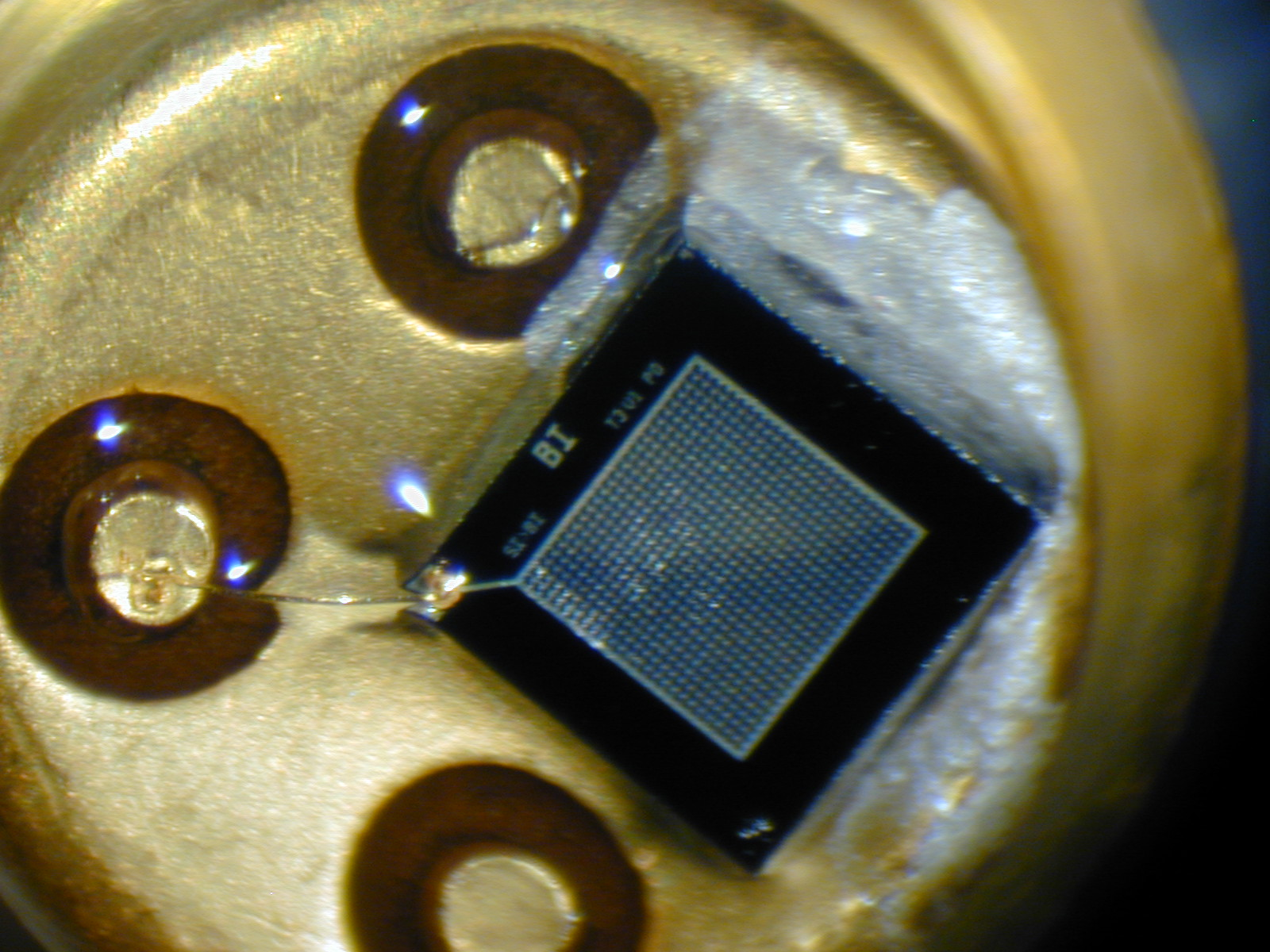
Un SiPM produït per la fundació FBK de Trento.

Un fotomultiplicador de silici o SiPM (de les seves sigles del nom en anglès Silicon PhotoMultiplier) és un detector de llum format per una matriu de fotodíodes d'allau (APDS) en un substrat de silici. Es considera una evolució del tradicional tub fotomultiplicador. Cada fotodíode d'allau té una mida entre 20 i 100 micròmetres, i la matriu pot reunir fins a 1000 fotodíodes en un mil·límetre quadrat. Cada un dels fotodíodes d'allau opera en mode Geiger, és a dir, produeix una allau d'electrons quan rep com a mínim un fotó independentment del seu nombre o energia. El fotomultiplicador de silici opera amb fluxos de llum petits, de manera que no hi hagi mai més d'un fotó per cada fotodíode. D'aquesta manera, només cal comptar el nombre de fotodíodes que han produït una allau per comptar el nombre total de fotons que han assolit el detector.
El voltatge amb el qual opera depèn de la tecnologia del detector, però típicament està entre 25 i 70 volts. És, per tant, de 30 a 50 vegades més baix que el que s'aplica a un tub fotomultiplicador, cosa que en facilita la seva manipulació.
Els SiPMs van ser inventats a Rússia a l'Institut de Moscou de Física i Enginyeria. La idea original ha estat utilitzada amb nombroses variacions per empreses com SensL, Photonique, Hamamatsu, Voxtel Inc i STMicroelectronics.